# Овощное (Сакский район)
Овощно́е (до 1948 года населенный пункт отделения совхоза ВЦСПС; укр. Овочеве, крымскотат. Ovoşçnoye, Овощное) — исчезнувшее село в Сакском районе Республики Крым (согласно административно-территориальному делению Украины — Автономной Республики Крым), располагавшееся в центре района, в степном Крыму, примерно в 2-х километрах восточнее современного села Куликовка.

## История
Указом Президиума Верховного Совета РСФСР от 18 мая 1948 года, населенный пункт отделения совхоза ВЦСПС переименовали в селение Овощная. 26 апреля 1954 года Крымская область была передана из состава РСФСР в состав УССР. Время включения в состав Охотниковского сельсовета пока не установлено: на 15 июня 1960 года посёлок Овощное числился в его составе. Указом Президиума Верховного Совета УССР «Об укрупнении сельских районов Крымской области», от 30 декабря 1962 года Овощное присоединили к Евпаторийскому району. 1 января 1965 года, указом Президиума ВС УССР «О внесении изменений в административное районирование УССР — по Крымской области», Евпаторийский район был упразднён и село включили в состав Сакского (по другим данным — 11 февраля 1963 года). К 1968 году селение уже в составе Лесновского сельсовета. Ликвидировано с 1968 по 1977 год как посёлок Лесновского сельсовета.